# Język cuyonon
Język cuyonon (cuyunon, kuyonon, kuyunon), także: cuyo, cuyono – język austronezyjski z grupy języków filipińskich, jeden z języków bisajskich. Według danych z 2010 r. posługiwało się nim wówczas 189 tys. osób. Jego użytkownicy zamieszkują wyspy Cuyo, obszar nadbrzeżny Palawanu (w rejonie Puerto Princesa) oraz wyspy Culion i Busuanga.
Jest zapisywany alfabetem łacińskim.